# Азери — Чираг — Гюнешли

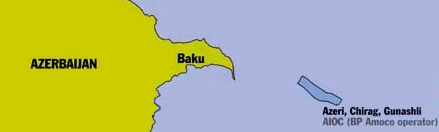
месторождение Азери — Чираг — Гюнешли

Азери — Чираг — Гюнешли (азерб. Azəri—Çıraq—Günəşli) — группа шельфовых нефтегазоконденсатных месторождений Азербайджана в южной акватории Каспийского моря, в 90 км к востоку от Баку.
Относится к Южно-Каспийскому нефтегазоносному бассейну.
Глубина моря в районе месторождения колеблется от 110 до 450 метров. Месторождение Гюнешли было открыто в 1981 году, Чираг — в 1985 году, Азери — в 1987 году.
Соглашение о разведке и разработке месторождений Азери (Хазар), Чираг (Осман) и глубоководной части Гюнешли и распределении добываемой нефти (PSA) было подписано 20 сентября 1994 года между правительством Азербайджанской Республики и международным консорциумом (Контракт века), соглашение было рассчитано на 30 лет. 14 сентября 2017 года соглашение было продлено до 2050 года.
Мелководная часть Гюнешли разрабатывается с 1980 года компанией Азнефть.

## Запасы
Общие запасы месторождений оцениваются в 930 млн тонн нефти и 600 млрд м³ природного газа. До начала действия соглашения в 1994 году запасы месторождений оценивались в 500 млн тонн нефти.

## Участники разработки
Разработка месторождений осуществляется консорциумом, в который на октябрь 2021 года входят следующие компании:
- BP (30,37 %) — оператор
- ГНКАР (32,27 %)
- MOL (9,57 %)
- Inpex (9,31 %)
- ExxonMobil (6,79 %)
- TPAO[англ.] (5,73 %)
- Itochu (3,65 %)
- ONGC Videsh Limited (2,31 %)

Нефть экспортируется по нефтепроводам Баку — Тбилиси — Джейхан (БТД) в Европу, Баку — Супса транзитом через Грузию и Баку — Новороссийск транзитом через Россию потребителям.
22 декабря 2023 года компания Equinor продала свои активы в Азербайджане, в том числе свою долю в проекте в размере 7,27 % ГНКАР. Сумма сделки не называлась. Но Equinor заявила, что получила убыток от продажи в размере 400 млн долл., так как проданные активы являются дороже цены продажи. Продажа доли связана с оптимизацией деятельности компании.
29 ноября 2024 года ONGC Videsh Limited приобрела 0,615% доли у Equinor. Совместно с  приобретением ONGC BTC у Equinor 0,737% доли в нефтепроводе Баку — Тбилиси — Джейхан сумма обеих сделок составила около 60 млн долл.

## Добыча

### Добыча нефти
Первая нефть на месторождении Чираг добыта 7 ноября 1997 года. Добыча на месторождении Центральный Азери осуществляется с начала 2005 года, Западный Азери — начала 2006 года, Восточный Азери — с конца 2006 года. В конце апреля 2008 года началась добыча в глубоководной части месторождения Гюнешли. 16 апреля 2024 года началась добыча с платформы «Центрально-Восточный Азери».
Всего нефть добывается с семи платформ.
На 1 ноября 2024 года с момента начала эксплуатации на месторождении добыто 598,7 млн тонн нефти.
На конец второго квартала 2023 года действует 137 нефтяных скважин. Из них 44 используются для водозабора, 7 для закачки газа.

#### Центрально-Восточный Азери
19 апреля 2019 года BP и SOCAR подписали контракт стоимостью $ 6 млрд по платформе «Центрально-Восточный Азери», которую планируется построить на блоке месторождений АЧГ. Строительство планировалось начать в 2019 году и завершить к середине 2022 года.
16 апреля 2024 года началась добыча нефти с платформы «Центрально-Восточный Азери». Платформа является седьмой платформой на блоке АЧГ. Платформа рассчитана на добычу 100 000 баррелей в сутки. Ожидается, что на платформе будет добыто 300 млн баррелей (48 млн тонн) нефти.
На август 2024 года нефть добывается из одной скважины, которая даёт 8 000 баррелей (1 091,2 тонн) в сутки.

#### Падение добычи
Добыча нефти достигла пика, 835,1 тысяч баррелей в сутки в третьем квартале 2010 года.
В первом квартале 2012 года среднесуточная добыча нефти составляла 711,8 тысяч баррелей и продолжала сокращаться, несмотря на введение в строй дополнительных эксплуатационных и технических скважин. По итогам первого полугодия 2012 года среднесуточная добыча нефти составила 684 тысячи баррелей.
По итогам 2012 года среднесуточная добыча нефти составила 664,4 тысячи баррелей в сутки.
Первоначально азербайджанские официальные лица связывали падение добычи с профилактическим ремонтом платформ и пересмотром программы буровых работ, однако эксперты связывают падение добычи с истощением месторождения.
10 октября 2012 года президент Азербайджана Ильхам Алиев обвинил в падении добычи международный консорциум, ведущий на нём добычу во главе с BP. После этого между Азербайджаном и BP были достигнуты соглашения относительно стабилизации добычи на месторождении. В 2013 году предполагается сохранить добычу на уровне не ниже 2012 года, 33 млн тонн, и поднять добычу до 35 млн тонн. в 2014 году. Однако Азиатский банк развития считает маловероятным рост добычи BP в Азербайджане в ближайшие год-два.
18 декабря Ильхам Алиев заявил, что «внешние силы, армянское лобби и, к сожалению, состоящая с ними в одном лагере внутренняя оппозиция попытались чрезмерно выпятить» вопрос падения добычи нефти и проблем между BP и Азербайджаном.
В 2013 году падение добычи несколько замедлилось.
За период январь — ноябрь 2021 года добыто 20,6 млн тонн.

### Добыча газа
С момента ввода в эксплуатацию месторождения по 1 ноября 2024 года на месторождении добыто 227,3 млрд м3 газа.
20 сентября 2024 года между акционерами подписано дополнение к соглашению о разделении продукции о разведке, оценке, разработке и добыче свободного природного газа (NAG) с глубин месторождения. Дополнение действует до конца соглашения о разделении продукции (до конца декабря 2049 года). Доли участия учредителей в разработке газа такие же, как в месторождении.
Предполагаемые запасы газа на сентябрь 2024 года — 110 млрд м3.
Начало добычи газа из глубоководной части месторождения запланировано на конец 2025 года.
| Год      | 2023 |
| -------- | ---- |
| млрд. м3 | 12,9 |

## Спорные вопросы
Азери, Чираг и Хазар-Сердар оспаривают Азербайджан и Туркмения. Азербайджан ссылается на карты советского периода, разрабатывавшиеся азербайджанскими нефтяниками. Туркменистан апеллирует к мировой практике, и тому, что месторождения расположены ближе к побережью Туркмении, чем Азербайджана. МИД Туркменистана неоднократно отправлял официальные дипломатические ноты по вопросу неправомерных односторонних действий Азербайджана на Каспийском море. По мнению МИД Туркменистана работы, проводимые консорциумом AIOC, компаниями BP, Chevron, ExxonMobil, Hess Corporation, Inpex, Itochu, Statoil, TPAO, SOCAR в зонах с неопределённой юрисдикцией не соответствуют нормам международного права.
Гейдар Алиев заявлял Сапармурату Ниязову о том, что Азербайджан не имеет претензий на месторождение Сердар, но в то же время не пойдёт на уступки по вопросам принадлежности Азери (Хазар) и Чираг (Осман).
В 2008 году президентом Туркменистана Гурбангулы Бердымухамедовым были выдвинуты конкретные инициативы с целью решения спорного вопроса. Эти инициативы не получили отклика с азербайджанской стороны.
24 июля 2009 года Гурбангулы Бердымухамедов поручил вице-премьеру Рашиду Мередову привлечь авторитетных международных экспертов, высококвалифицированных юристов для изучения правомерности претензий Азербайджана на спорные морские месторождения на Каспии и подачи на рассмотрение дела в Международный арбитражный суд.